# Senaja
Senaja (cyr. Сенаја) – wieś w Serbii, w mieście Belgrad, w gminie miejskiej Mladenovac. W 2011 roku liczyła 405 mieszkańców.